# TBCB
TBCB‏ (Tubulin folding cofactor B) هوَ بروتين يُشَفر بواسطة جين TBCB في الإنسان.